# Charles Jonnart

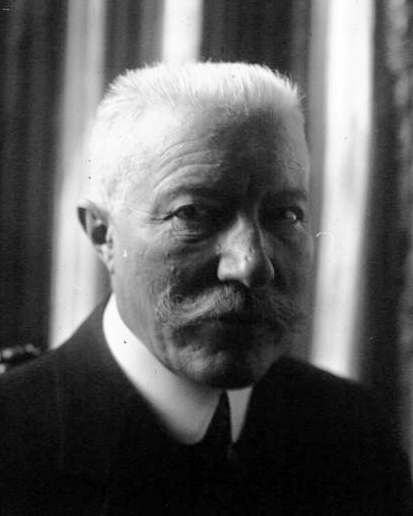
Charles Jonnart (1918)

Charles Célestin Auguste Jonnart (* 27. Dezember 1857 in Fléchin, Département Pas-de-Calais; † 30. September 1927 in Paris) war ein französischer Politiker und Diplomat in der Zeit der Dritten Republik und wirkte insbesondere in Algerien.

## Leben
Jonnart studierte die Rechtswissenschaften in Paris und an der École des sciences politiques. Léon Gambetta berief ihn 1881 in das Kabinett des Generalgouverneurs von Algerien, Louis Tirman. 1884 kehrte Jonnart nach Frankreich zurück und wurde Direktor für algerische Angelegenheiten im Innenministerium. 1886 wurde er zum Generalrat des Départements Pas-de-Calais für den Kanton Fauquembergues. Bei den Wahlen 1889 zur Abgeordnetenkammer errang er einen Sitz für die Republikaner im Département Pas-de-Calais, den er bis 1914 beibehalten sollte. Jean Casimir-Périer ernannte ihn im Dezember 1893 zum Minister für öffentliche Arbeiten. Seine Weigerung, dass sich Arbeiter im Staatsdienst gewerkschaftlich organisieren durften, führte im Mai 1894 zum Sturz dieser Regierung.
Am 19. Oktober 1891 heiratete er in Lyon Joséphine Marie Aynard, Tochter des Abgeordneten Édouard Aynard und von Rose Pauline de Montgolfier, in Anwesenheit u. a. von Außenminister Alexandre Ribot und dem ehemaligen Finanzminister Léon Say. Am 8. Juni 1903 gab er den Befehl, das marokkanische Dorf Zenaga von der Artillerie zerstören zu lassen.
Nachdem sich Jonnart von einem schweren Autounfall erholt hatte, ernannte ihn Pierre Waldeck-Rousseau im Oktober 1900 zum Generalgouverneur von Algerien. Er behielt den Posten mit einer zweijährigen Unterbrechung bis 1911 inne. Am 22. Januar 1913 ernannte ihn Aristide Briand zum Außenminister; er konnte diesen Posten jedoch nur kurze Zeit bis zum Sturz der Regierung am 23. März 1913 durch den Senat ausüben. Jonnart gilt als schwacher Außenminister, der keine Erfahrungen in den auswärtigen Beziehungen besaß und in den alltäglichen Angelegenheiten auf Maurice Paléologue angewiesen war, den Leiter der politischen Abteilung.
1914 wurde Jonnart in den französischen Senat aufgenommen, in dem er dem Ausschuss für auswärtige Angelegenheiten vorstand. Während des Ersten Weltkriegs wurde Jonnart als Gesandter der Entente-Mächte mit militärischen Vollmachten nach Griechenland geschickt, um die Abdankung Konstantin I. voranzutreiben. Georges Clemenceau entsandte ihn 1918 erneut als Generalgouverneur nach Algerien, um das Verhältnis der Kolonialmacht zu den muslimischen Algeriern gleichheitlicher zu gestalten, was Jonnart den Ruf einbrachte, der arabischen Bevölkerung Algeriens wohlgesinnt zu sein. Die Siedler-Presse verspottete ihn deshalb als „Jonnart l’Arabe“ (dt. Jonnart der Araber). Jonnart führte gleiche Militärpensionen für Muslime und Christen ein und schuf Arbeitsplätze für ehemalige muslimische Militärangehörige. Muslime waren für Frankreich auf den Schlachtfeldern Europas gestorben, denen, die überlebt hatten, wollte sich das offizielle Frankreich deshalb erkenntlich zeigen. Mit dem Gesetz vom 4. Februar 1919 (die sogenannte Loi Jonnart) verminderte er ihre steuerliche Benachteiligung, zudem verlieh er gedienten Beamten muslimischen Glaubens die französische Staatsbürgerschaft. Rund 20.000 Menschen wurden so Franzosen, 425.000 Muslime erhielten ein Wahlrecht auf Gemeindeebene. Die Lage der Muslime war trotz dieser Maßnahmen weiterhin von politischer Untervertretung, Berufsverboten und für die große Mehrheit auch vom Ausschluss von der französischen Staatsbürgerschaft geprägt.
1919 verließ er endgültig Algerien und kehrte nach Europa zurück, der Code de l’indigénat trat ab November 1919 wieder in Kraft. Als sich Anfang der 1920er Jahre das Verhältnis der Dritten Republik zur Katholischen Kirche zu entspannen begann, war Jonnart von 1921 bis 1923 seit Abbruch der diplomatischen Beziehungen 1904 der erste französische Botschafter beim Heiligen Stuhl.
Seit 1918 Mitglied der Académie des sciences morales et politiques wurde er am 19. April 1923 nach einer stürmischen Abstimmung auch in die Académie française aufgenommen. Royalistisch gesinnte Studenten gaben ein Buch mit den Werken Jonnarts heraus – ein Buch mit leeren Seiten, denn Jonnart hatte nichts veröffentlicht. Die Action française entwendete nach der Wahl die Stimmzettel und veröffentlichte eine Liste der Mitglieder, die für Jonnart stimmten. Seitdem werden die Wahlzettel unmittelbar nach der Wahl verbrannt.